# Spirorchis elegans
Spirorchis elegans är en plattmaskart. Spirorchis elegans ingår i släktet Spirorchis och familjen Spirorchiidae. Inga underarter finns listade i Catalogue of Life.